# Почобут, Дарья Вацлавовна
Дарья Вацлавовна Почобут (род. 31 декабря 1994 года, Витебск, Белоруссия) — белорусская тяжелоатлетка, выступающая в весовой категории до 69 кг. Двукратная призёрка чемпионатов Европы 2015 и 2016 года. Участница летних Олимпийских игр в Рио-де-Жанейро. Серебряная призёрка чемпионатов Белоруссии (2012, 2018 и 2019). Мастер спорта международного класса.

## Карьера
Чемпионка Европы среди юниоров 2011. Серебряная призёрка молодёжного чемпионата Европы 2011 года.
В 2012 году победила на молодёжном чемпионате Европы в категории до 63 кг, но была уличена в применении допинга и дисквалифицирована на 2 года.
В 2015 году на Чемпионате Европы в Тбилиси Дарья Почобут завоевала бронзу в категории до 75 кг.
Через год, на Чемпионате Европы 2016 в Фёрде спортсменка стала второй в категории до 69 кг с итоговым результатом 236 кг.
Участница Олимпийских игр в Рио-де-Жанейро. В категории до 69 кг Дарья Почобут стала шестой.

## Спортивные результаты
| Год  | Соревнование            | Место проведения | Весовая категория | Рывок  | Толчок | Сумма двоеборья | Место |
| 2015 | Чемпионат Европы        | Тбилиси          | до 75 кг          | 117 кг | 130 кг | 247 кг          | 3     |
| 2016 | Чемпионат Европы        | Фёрде            | до 69 кг          | 106 кг | 130 кг | 236 кг          | 2     |
| 2016 | Летние Олимпийские игры | Рио-де-Жанейро   | до 69 кг          | 105 кг | 132 кг | 237 кг          | 6     |